# Manuel Komnenos Dukas Angelos
Manuel Komnenos Dukas Angelos († 1241) war von 1230 bis 1237 Regent in Thessaloniki und Thessalien. Ohne wirkliche politische Macht beanspruchte er in Konkurrenz zu Johannes III. Dukas Batatzes im Kaiserreich Nikaia für einige Zeit den griechischen Kaisertitel. 

## Leben

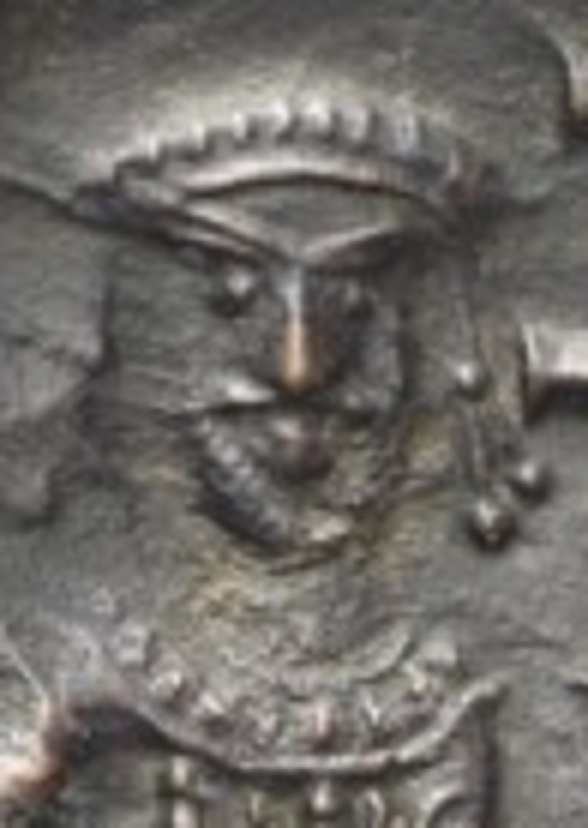
Manuel Komnenos Dukas Angelos abgebildet auf einem Billion-Aspron-Trachy (Silber-Kupfer-Münze) geprägt 1230–1232 in Thessaloniki

Über Manuels Leben vor der Machtübernahme in Thessaloniki ist kaum etwas bekannt. Er war ein Sohn des Sebastokrators Johannes Dukas. Seine Brüder Michael und Theodor waren nacheinander Herrscher über Epirus, einen griechischen Nachfolgestaat des Byzantinischen Reiches, das infolge der Eroberung Konstantinopels durch die Kreuzfahrer 1204 zerfallen war. 
In erster Ehe war Manuel mit Eufemia, einer Tochter des serbischen Fürsten Stefan Nemanjić verheiratet. Die Ehe blieb vermutlich kinderlos, Eufemia starb 1225. Danach heiratete Manuel Maria, die Tochter des bulgarischen Zaren Iwan Assen II. Diese Verbindung brachte ihm 1230 die Herrschaft über Thessaloniki und Thessalien ein. Als sein Bruder Theodor im nämlichen Jahr Bulgarien angegriffen hatte, im März bei Klokotniza eine vernichtende Niederlage gegen Ivan erlitt, gefangen und geblendet wurde, setzte der Zar Manuel als Nachfolger in den verbliebenen Gebieten des Despotats Epirus ein. Manuel konnte allerdings nur den Osten in Besitz nehmen, während sich im eigentlichen Epirus sein Neffe Michael II. als Fürst durchsetzte. 
Wie Theodor vor ihm legte sich Manuel die kaiserlichen Insignien bei und beanspruchte den imperialen Titel, obwohl er als vollkommen abhängiger Vasall seines Schwiegervaters agierte. Nur als dieser die Kirche von Thessaloniki dem bulgarischen Patriarchat unterstellen wollte, leistete Manuel mit Hilfe seiner Bischöfe Widerstand und unterstellte 1233 die Bistümer seines Gebiets dem griechischen Patriarchen in Nikaia. 
1237 wurde sein Bruder Theodor vom Zaren freigelassen. Zusammen mit seinen Söhnen Johannes und Demetrios kehrte er nach Thessaloniki zurück und setzte Manuel ab. Dieser realisierte, dass er keine Unterstützung mehr am bulgarischen Hof hatte, und er verstieß seine Frau Maria, die nach Weliko Tarnowo zurückkehrte. Manuel wandte sich nach Nikaia und suchte die Unterstützung des Kaisers Johannes III., als Gegenleistung verzichtete er auf den Kaisertitel. Johannes überließ ihm ein Schiff, mit dem Manuel 1239 nach Thessalien fuhr. Er konnte dort rasch Anhänger gewinnen und ein Heer gegen Theodor und seine Söhne aufstellen. Theodor und Johannes boten Verhandlungen an, ehe es zu ernsthaften Kämpfen kam. Man einigte sich die Herrschaft zu teilen: Theodor und seine Nachkommen behielten Thessaloniki und Manuel bekam Thessalien. Dort regierte er bis zu seinem zwei Jahre später erfolgten Tod. Manuel hatte keine Nachkommen, seine Besitzungen gingen an Michael II. von Epirus über.